# 阿爾塔鎮區 (北達科他州巴恩斯縣)
阿爾塔鎮區（英語：Alta Township）是位於美國北達科他州巴恩斯縣的一個鎮區。

## 地方資料
阿爾塔鎮區的面積為93.75平方千米，當中陸地面積為93.72平方千米，而水域面積為0.03平方千米。根據2020年美國人口普查的數據，當地共有人口123人，而人口密度為每平方千米1.31人。